# Czołowo (stacja kolejowa)
Czołowo (ros. Чолово) – stacja kolejowa w miejscowości Czołowo, w rejonie łużskim, w obwodzie leningradzkim, w Rosji. Położona jest na linii Petersburg – Newel – Witebsk.

## Historia
Stacja w powstała w 1904, na linii łączącej Petersburg z koleją moskiewsko-windawską, pomiędzy stacjami Czaszcza i Oriedież.